# Cerapachys aitkenii
Cerapachys aitkenii é uma espécie de formiga do gênero Cerapachys.